# Araneus kraepelini
Araneus kraepelini är en spindelart som först beskrevs av Lenz 1891.  Araneus kraepelini ingår i släktet Araneus och familjen hjulspindlar.
Artens utbredningsområde är Madagaskar. Inga underarter finns listade i Catalogue of Life.